# Eunectes beniensis
La anaconda boliviana (Eunectes beniensis) es una especie del género Eunectes de la familia Boidae, nativa del centro de América del Sur.  

## Distribución y hábitat
Es endémica de los departamentos de Beni y Pando, en Bolivia.
Vive mayormente en hábitat acuáticos incluyendo charcas, bancos en ríos y arroyos lentos, y especialmente en sabanas de inundación, sin vegetación arbórea.

## Características
Longitud y forma
E. beniensis es una serpiente de apariencia poderosa. La cabeza está ligeramente destacada del resto del cuerpo. Su longitud total se estima conservadoramente en 7 m, pero es posiblemente más larga.
Coloración
El color básico de E. beniensis es pardo a verde oliva oscuro. En la parte posterior hay una cadena de barras transversales, las que están separadas por tres filas que se escalonan entre ellas. Los lados muestran muchos menos puntos negros que las otras especies del género, pero estos son más grandes. En la parte superior estos puntos son como E. notaeus y E. deschauenseei, mostrando también 5 rayas negras.

## Costumbres
Alimentación
Su dieta incluye venados, pecaríes, aves, grandes roedores, y animales acuáticos como peces.
Reproducción
No hay datos sobre su reproducción, pero sería comparable con las otras especies de anacondas. Es de suponer que las cópulas se producen al comienzo de la temporada de lluvias, que en Bolivia ocurre desde septiembre hasta principios de octubre. Los nacimientos serían entonces unos 7 u 8 meses después, en abril o mayo.

## Taxonomía
La especie fue originalmente descrita por Lutz Dirksen en el año 2002.
Holotipo
- AMNH 101924 es el ejemplar holotipo; un macho adulto colectado por W. P. McLean, el 30 de agosto de 1964. La localidad tipo es: Trinidad, departamento del Beni, Bolivia. El nombre científico específico rinde honor al departamento del Beni.

Paratipos
- UMMZ 56863, un macho subadulto, de Manao, en la confluencia del río Abuna y el río Madeira, departamento de Pando, colectado por M. Gonzales.
- NKR 1735, un macho adulto, de Trinidad (11°08′S 66°10′O), departamento del Beni, colectado por el doctor L. Dirksen y A. Dittrich, el 11 de julio de 1998.
- NKR (número desconocido), macho adulto, capturado a 9 km del río Marmoré en dirección al río Tijamuchi (14°81′S 65°08′O), departamento del Beni, colectado por el doctor L. Dirksen y A. Dittrich, el 28 de julio de 1998.
- CBF 1675, hembra adulta (únicamente colectada la cabeza), a 77 km desde Asunción de Guarayos hacia Trinidad (15°29′S 63°41′O), departamento del Beni, colectado por el doctor L. Dirksen y J. Köhler, el 30 de octubre de 1994.

La situación taxonómica de Eunectes beniensis no está completamente clarificada, ya que es muy similar a Eunectes notaeus, por lo que podría llegar a considerarse a este taxón en el futuro como subordinado a E. notaeus.

## Conservación
Eunectes beniensis está categorizada como de «preocupación menor» en la Lista Roja de especies amenazadas que crea y difunde la Unión Internacional para la Conservación de la Naturaleza (UICN). No hay grandes amenazas que le estén afectando, y el área donde se distribuye se encuentra escasamente poblada y relativamente virgen y poco desarrollada, aunque es continua la pérdida de hábitats naturales en buena parte de la cuenca amazónica. Las principales amenazas para esta especie provienen de la captura por parte de los humanos, por temor, para evitar que capture algunos de sus animales domésticos como pollos, perros, o gatos, o para aprovechar su cuero, carne y grasa.
Se ha propuesto la creación de la reserva natural Lagunas de Rogaguado en el departamento del Beni, para la conservación de los humedales que constituyen el hábitat de esta especie.